# Alexandra Bellow
Alexandra Bellow   (Bucarest, 30 d'agost de 1935 - Chicago, 2 de maig de 2025) va ser una matemàtica romanesa, que va fer contribucions substancials als camps de la teoria ergòdica, la probabilitat i l'anàlisi.

## Biografia
Va néixer a Bucarest el 30 d'agost de 1935, amb el nom d'Alexandra Bagdasar. La seva mare, Florica Bagdasar, era psiquiatra infantil i el seu pare, Dumitru Bagdasar, neurocirurgià que va fundar l'escola romanesa de neurocirurgia. Va rebre la seva mestria en matemàtiques de la Universitat de Bucarest el 1957, on va conèixer el seu primer marit, Cassius Ionescu Tulcea. Es va traslladar amb el seu marit als Estats Units el 1957, on tots dos van desertar. El 1959, va rebre el seu doctorat a la Universitat Yale sota la direcció de Shizuo Kakutani. i posteriorment va treballar com a investigadora associada en aquesta mateixa universitat (des de 1959 fins a 1961).
De 1962 a 1964 va treballar com a professora ajudant a la Universitat de Pennsilvània i en acabat a la Universitat d'Illinois. El 1967 es va traslladar a la Universitat de Northwestern com a professora de matemàtiques, on hi va estar treballant fins a la seva jubilació el 1996, quan es va convertir en Professora emèrita. Durant el seu matrimoni amb Ionescu Tulcea (1956-1969) van escriure una sèrie d'articles en conjunt, com la monografia d'investigació de la teoria delevació (TOPICS IN THE THEORY OF LIFTINGS monograph, Springer-Verlag, Ergebnisse der Mathematik, Band 48, 1969).
El segon marit d'Alexandra (de 1975 a 1985) va ser l'escriptor Saul Bellow guardonat amb el Premi Nobel de Literatura l'any 1976. Alexandra apareix en alguns dels escrits de Bellow; és retratada amb afecte en les seves memòries a To Jerusalem and Back (1976), a la seva novel·la The Dean's December (1982), i de manera més crítica, satírica en la seva última novel·la Ravelstein (2000), escrita molts anys després del seu divorci.
La dècada del 1990 va ser per Alexandra un període de realització personal i professional, a partir del seu matrimoni el 1989 amb el matemàtic, Alberto Calderón.

## Treballs en matemàtiques
Alguns dels seus primers treballs eren sobre les propietats i les conseqüències de l'elevació. La teoria d'elevació va ser introduïda per primer cop per John von Neumann, en una sèrie d'articles pioners, i posteriorment per Dorothy Maharam. En la dècada de 1960 i 1970, Alexandra Bellow i Ionescu Tulcea van desenvolupar el tractament definitiu per a la teoria de la representació dels operadors lineals derivades amb probabilitat, el procés de desintegració de mesures. La monografia Ergebnisse es va convertir en un estàndard referent en aquest àmbit.